# Fort Gibson (Oklahoma)

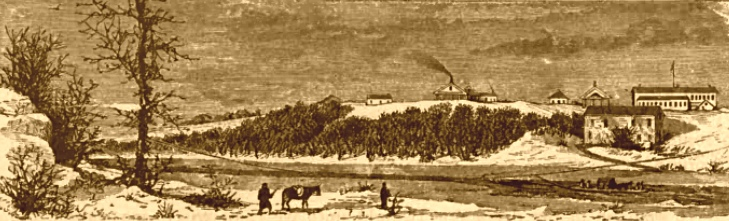
Ft. Gibson, um 1870

Fort Gibson ist eine Kleinstadt im Cherokee County und im Muskogee County im US-amerikanischen Bundesstaat Oklahoma. Das U.S. Census Bureau hat bei der Volkszählung 2020 eine Einwohnerzahl von 3.814 ermittelt.
In Fort Gibson befinden sich der Fort Gibson Nationalfriedhof und ein Museum Fort Gibson Historical Site im nachgebauten ehemaligen US-Fort, das nach einem Oberst George Gibson benannt wurde. Der stand dem Army Commissary Department vor, das den Trail of Tears der Cherokee organisierte.
Fort Gibson, gegründet 1824 von Oberst Matthew Arbuckle, ist die älteste Stadt in Oklahoma und liegt im Osten des Bundesstaates.
Das Stadtgebiet umfasst heute 36,3 km².

## Söhne und Töchter der Stadt
- Bob Dunn (1908–1971), Western-Swing-Gitarrist